# Scopula domialla
Scopula domialla är en fjärilsart som beskrevs av Geoffroy 1785. Scopula domialla ingår i släktet Scopula och familjen mätare. Inga underarter finns listade.